# Киселёв, Иван Александрович (танкист)
Ива́н Алекса́ндрович Киселёв (1920—2008) — участник Великой Отечественной войны, командир танкового взвода 3-го танкового батальона 65-й танковой бригады 11-го танкового корпуса 69-й армии 1-го Белорусского фронта, Герой Советского Союза, Генерал-майор.

## Биография
Родился в семье служащего. Русский.
Окончил семилетнюю школу в родном селе, затем школу фабрично-заводского обучения в городе Белорецке (Башкортостан). Работал на сталепроволочном заводе Белорецкого металлургического комбината. В 1938 году поступил в Давлекановский сельскохозяйственный техникум, окончил два курса.
В ряды РККА призван Давлекановским райвоенкоматом Башкирской АССР в октябре 1940 года. В период прохождения службы окончил курсы младших лейтенантов, в 1943 году 2-е Харьковское военное танковое училище. На фронте в Великую Отечественную войну с мая 1943 года. Член ВКП/КПСС с 1943 года.
Особо отличился в ходе Висло-Одерской наступательной операции. 15 января 1945 года его взвод разгромил отступающую артиллерийскую колонну и две колонны автомашин в районе населённого пункта Юзефув, в 5 километрах западнее польского города Зволень. 18 января 1945 года в боях за польский город Лодзь И. А. Киселёв уничтожил два танка, четыре орудия и несколько солдат противника.
После войны продолжил службу в Вооружённых Силах СССР. В 1949 году окончил командный факультет Военной академии бронетанковых войск и академические курсы при Военной академии имени М. В. Фрунзе. Командовал полком, дивизией.
Депутат Верховного Совета СССР в 1950—1954 годах.
Постановлением Совета Министров СССР от 25 октября 1967 года полковнику Киселёву Ивану Александровичу присвоено воинское звание «генерал-майор».
В последние годы, перед уходом в отставку в 1981 году, занимал должность заместителя командира корпуса. Жил в городе Москве.
Умер 3 января 2008 года. Похоронен в Москве на Троекуровском кладбище (участок № 7).

## Подвиг
Из наградного листа И. А. Киселёва:

…Командир взвода танков Т-34 3-го т. б-на 65 танковой Волховатской Краснознамённой орд. Суворова бригады 11 ткк, ст. л-нт Киселёв И. А. в период прорыва обороны немцев на плацдарме зап. берега реки Висла, при взятии гор. Радом, Томашув, Лодзь, проявил исключительный героизм и мужество.
15.01.45 г. в районе Юзефув своим взводом разгромил колонну противника из 15 орудий на марше и две колонны автомашин — до 70 единиц — с военными грузами.
17.01.45 г. в районе Томашув, будучи в разведке протяжением до 80 км, проявил исключительное мужество и геройство, отлично выполнил поставленную задачу, уничтожив 6 танков противника, 8 бронетранспортеров, 15 орудий полевой артиллерии, 7 зенитных орудий, 22 пулемётные точки и до 180 солдат и офицеров противника.

## Награды
- Указом Президиума Верховного Совета СССР от 27 февраля 1945 года «за образцовое выполнение боевых заданий командования и проявленные при этом геройство и мужество» старшему лейтенанту Киселёву Ивану Александровичу присвоено звание Героя Советского Союза с вручением ордена Ленина и медали «Золотая Звезда» (№ 5157).

Награждён:
- двумя орденами Красного Знамени;
- орденом Александра Невского;
- двумя орденами Отечественной войны 1-й степени;
- орденом Красной Звезды;
- орденом «За службу Родине в Вооруженных Силах СССР» III степени;
- орденом «Знак Почёта»;
- медалями.

## Память
- В 2005 году имя И. А. Киселёва занесено на Доску Почёта Хорошёвского района г. Москвы.
- В музее Героев-жителей Хорошевского района в школе-интернате № 42 имеется стенд с освещением его ратных и трудовых подвигов[2].

В 2011 году установлен бюст в селе Архангельское рес. Башкортостан.